# 3.0 (álbum)
3.0 es el undécimo álbum de estudio y noveno en español del cantautor puertorriqueño-estadounidense Marc Anthony. Fue lanzado al mercado bajo los sellos discográficos Sony Music Latin y Columbia Records el 23 de julio de 2013. El álbum 3.0 fue producido por Sergio George. "Vivir mi vida" es el primer sencillo del álbum y fue lanzado el 15 de abril de 2013. Este disco consiguió vender más de 300.000 copias mundiales hasta la actualidad. Curiosamente el último sencillo es la versión pop de "Vivir mi vida".

## Lista de canciones
| N.º | Título                                          | Escritor(es)                                           | Duración |  |
| 1.  | «Vivir mi vida (cover de Khaled)»               | Khaled · RedOne · Papaconstantinou · Djupström · Hajji | 4:15     |  |
| 2.  | «Volver a comenzar»                             | Adriana Lucía                                          | 4:32     |  |
| 3.  | «Flor pálida»                                   | Polo Montañez                                          | 4:35     |  |
| 4.  | «Cambio de piel»                                | Julio C. Reyes                                         | 4:36     |  |
| 5.  | «Espera»                                        | Ettore Grenci · Mónica Vélez                           | 3:58     |  |
| 6.  | «La copa rota»                                  | Benito de Jesús                                        | 3:28     |  |
| 7.  | «Dime si no es verdad»                          | Luísito Berrios                                        | 4:02     |  |
| 8.  | «Hipocresía»                                    | Julio C. Reyes                                         | 4:29     |  |
| 9.  | «Cautivo de este amor»                          | Julio C. Reyes                                         | 3:36     |  |
| 10. | «Vivir mi vida (cover de Khaled)» (Versión pop) | Khaled · RedOne · Papaconstantinou · Djupström · Hajji | 3:55     |  |